# Angie Marino
Angie Marino (* 27. März 1990) ist eine US-amerikanische BMX-Freestyle-Fahrerin in der Variante Park.

## Sportlicher Werdegang
Marino wuchs in Buffalo auf und kam über ihren Bruder erst zum BMX-Rennsport, bevor sie mit 15 Jahren zum Freestyle wechselte. Neben ihren eigentlichen sportlichen Aktivitäten machte sie sich für gleiche Chancen für Frauen in dem Sport stark; zu diesem Zweck startete sie die Website The Bloom BMX und rief zu einem Boykott der X-Games auf, da diese keinen Frauen-Wettbewerb einrichten wollten.
Nachdem BMX-Freestyle 2015 in den Radsport-Weltverband UCI aufgenommen worden war, hatte sie Erfolg bei den neu eingerichteten Wettbewerben: 2016 in Denver und 2018 in Hiroshima erreichte sie Podium-Positionen im UCI-BMX-Freestyle-Weltcup; bei den ersten beiden Ausgaben der Urban-Cycling-Weltmeisterschaften war sie 2017 Dritte und 2018 Zweite. 2021 musste sie Hannah Roberts und Perris Benegas den Vortritt bei der Nominierung zu den Olympischen Spielen lassen, wo BMX-Freestyle erstmals im Programm stand.
2021 und 2022 erreichte Marino ebenfalls das WM-Finale. 2023 wurde sie erstmals US-Meisterin. Anfang 2024 wurde sie für die olympische Qualifikationsserie nominiert, musste dort aber schon zu Beginn der ersten Runde aufgeben.

## Erfolge
2017
 Weltmeisterschaften
2018
 Weltmeisterschaften
2023
 US-amerikanische Meisterin